# Reigada (Figueira de Castelo Rodrigo)
Reigada era una freguesia portuguesa del municipio de Figueira de Castelo Rodrigo, distrito de Guarda.

## Historia
Fue suprimida el 28 de enero de 2013, en aplicación de una resolución de la Asamblea de la República portuguesa promulgada el 16 de enero de 2013 al unirse con la freguesia de Cinco Vilas, formando la nueva freguesia de Cinco Vilas e Reigada.